# Axiopolina
Axiopolina es un género de foraminífero bentónico de la subfamilia Hauerininae, de la familia Hauerinidae, de la superfamilia Milioloidea, del suborden Miliolina y del orden Miliolida. Su especie tipo es Axiopolina granumfestucae. Su rango cronoestratigráfico abarca desde el Berriasiense superior hasta el Valanginiense (Cretácico inferior).

## Discusión
Clasificaciones más recientes han incluido Axiopolina en la subfamilia Quinqueloculininae de la familia Quinqueloculinidae.

## Clasificación
Axiopolina incluye a la siguiente especie:
- Axiopolina granumfestucae